# Karma Police
«Karma Police» — песня британской рок-группы Radiohead, вышедшая 25 августа 1997 году как второй сингл с их третьего студийного альбома OK Computer.
Лидирующие инструменты композиции — акустическая гитара и фортепиано. Последовательность аккордов в песне отсылает к композиции группы The Beatles «Sexy Sadie».

## Список композиций
CD1:
1. "Karma Police" – 4:23
2. "Meeting in the Aisle" – 3:08
3. "Lull" – 2:28

CD2:
1. "Karma Police" – 4:23
2. "Climbing Up the Walls (Zero 7 Mix)" – 5:19
3. "Climbing Up the Walls (Fila Brazillia Mix)" – 6:24

## Чарты
| Чарт                             | Позиция |
| -------------------------------- | ------- |
| UK Singles Chart                 | 8       |
| Irish Singles Chart              | 15      |
| Finland Singles Chart            | 15      |
| New Zealand Singles Chart        | 32      |
| Belgium Singles Chart (Wallonia) | 35      |
| Dutch Top 100                    | 50      |
| US Billboard Modern Rock Tracks  | 14      |

## Участники записи
- Том Йорк — вокал, гитара
- Джонни Гринвуд — фортепиано
- Колин Гринвуд — бас-гитара
- Эд О’Брайен — гитара, бэк-вокал, звуковые эффекты
- Фил Селуэй — ударные